# 许锬

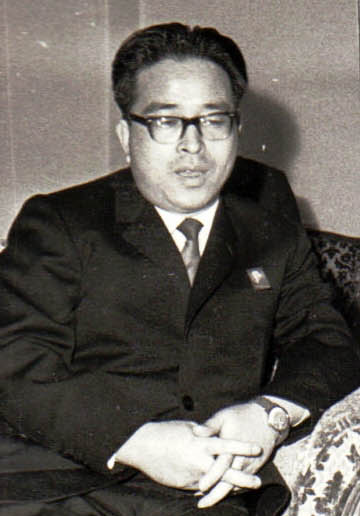
許錟

許錟（허담，1929年—1991年5月11日） ，北韓政治家、第4任外務相。

## 經歷
許錟出生於咸鏡北道，後來於金日成綜合大學畢業，並曾在莫斯科國立大學留學。之後，他加入朝鮮勞動黨。1962年1月被委任為外交部副部長，1970年7月升為部長。同年11月，他又被選為黨中央委員。1972年，當選為最高人民會議代議員。翌年又獲委任政務院副總理。
1980年，許錟被列入政治局員候補委員名單中。3年後升格為黨政治局員兼書記。同年辭去政務院副總理和外交部長之職。1984年被推舉為祖國平和統一委員會委員長。1989年11月就任最高人民會議外交委員長一職。1991年5月11日於平壤離世，終年62歲。